# Cornwall (grofovija)
Cornwall (punim imenom Cornwall i otočje Scilly) je grofovija u Jugozapadnoj Engleskoj koja se nalazi na krajnjem jugozapadu Ujedinjenog Kraljevstva.
Zauzima površinu od 3,562 km2 te prema podacima iz 2019. godine ima 568,210 stanovnika. Glavni grad grofovije je Truro. Cornwall u unutrašnjosti ima brdovite i vlažne pustopoljine. Obala je stjenovita s ribarskim gradićima. Blaga klima pogoduje stočarstvu, uzgoju voća, povrća i cvijeća.

## Jezik
U Cornwallu se do 18. stoljeća govorilo posebnim keltskim jezikom - kornijskim jezikom (eng. Cornish language). UNESCO danas smatra kornijski jezik ugroženim jezikom, no još uvijek se uči u nekim školama u Cornwallu.